# Spiros Focás
Spiros Focás (Σπύρος Φωκάς), född 17 augusti 1937 i Patras, död 10 november 2023 i Eleusis nära Aten, var en grekisk skådespelare. Han är främst känd från filmerna Den vilda jakten på juvelen och Rambo III.

## Biografi
Focás upptäcktes av den italienske regissören Luchino Visconti och fick en roll i Rocco och hans bröder från 1960. Genom sin karriär medverkade han främst i grekiska och italienska filmer.

## Filmografi (urval)
- Rocco och hans bröder (1960) – Vincenzo Parondi
- Den vilda jakten på juvelen (1985) – Omar
- Rambo III (1988) – Masoud